# IC 2722
IC 2722 — галактика типу E+C () у сузір'ї Лев.
Цей об'єкт міститься в оригінальній редакції індексного каталогу.